# Contra ReBirth
Contra ReBirth est un jeu vidéo développé par M2 et édité par la société Konami sorti en 2009 sur Wii via la plate-forme WiiWare.
Il s'inscrit dans la série Contra, une série de jeux vidéo débutée en 1987 sur arcade, puis plus connu sous le nom Probotector sur NES en Europe.

## Système de jeu
Cet épisode reprend les éléments qui ont fait le succès de la série. Réalisé en 2D, le but du jeu consiste en l'anéantissement d'une invasion d'aliens à l'aide d'un arsenal d'armes.